# Datoranimering
Datoranimering eller Datoranimering (ibland CGI-animering efter engelskans Computer Generated Images), är animering baserad på datorgrafik.

## Historia
Sedan slutet av 1900-talet har datoranimering blivit ett vanligt inslag i till exempel film. Industrial Light and Magic och Pixar Animation Studios (som gjorde Toy Story, den första datoranimerade långfilmen någonsin) är två stora företag som har skapat flera filmer med betydande inslag av datoranimationer. Detta ska inte förväxlas med CGI (datorgenererade bilder) som innefattar alla sorters datorgenererade verk, inte bara animeringar.
Som exempel på filmer med datoranimering kan nämnas Rovdjuret (1987) som var en av pionjärfilmerna för datorgenererade effekter. I filmen Willow (1988) användes morfning kommersiellt för första gången. De avancerade kameraåkningarna i Disneys Skönheten och odjuret (1991) var ett tidigt inslag av datoranimering.
Datoranimering används också vanligen i datorspel.

## Företag som arbetar med datoranimation
- Dreamworks Animation
- Framestore
- Illumination
- Imagi Animation Studios
- Impossible Pictures
- Industrial Light and Magic
- Meteor Studios
- Moving Picture Company
- Pixar Animation Studios
- Walt Disney Animation Studios

## Lista över datoranimerade långfilmer

### 1900-talet
- Toy Story (1995)
- Ett småkryps liv (A Bug's Life, 1998)
- Antz (1998)
- Toy Story 2 (1999)

### 2000-2003
- Dinosaurier (Dinosaur, 2000), delvis datoranimerad
- Final Fantasy: The Spirits Within (Japan, 2001)
- Den magiska skogen (El Bosque animado, Spanien, 2001)
- Barbie i Nötknäpparen (Barbie in the Nutcracker, 2001)
- Monsters, Inc. (2001)
- Jimmy Neutron: Underbarnet (Jimmy Neutron: Boy Genius, 2001)
- Shrek (2001)
- Ice Age (2002)
- Jonah: A VeggieTales Movie (okänd svensk titel, 2002)
- Hitta Nemo (Finding Nemo, 2003)
- Kaena: La Prophétie (2003)
- Bionicle: Ljusets mask (Bionicle: Mask of Light, 2003)
- Homeland (Indonesien, 2003)

### 2004
- Shrek 2
- Hajar som hajar (Shark Tale)
- Superhjältarna (The Incredibles)
- Polarexpressen (The Polar Express)
- Torkel i knipa (Terkel i knibe, Danmark)
- Ark (Sydkorea)
- Appleseed (Japan)
- Barbie som prinsessan och tiggarflickan (Barbie as the Princess and the Pauper)
- Bionicle 2: Legenderna från Metru Nui (Bionicle 2: Legends of Metru Nui)

### 2005
- Final Fantasy: Advent Children (Japan)
- Doogal (Storbritannien/Frankrike)
- El sueño de una noche de San Juan (okänd svensk titel, Spanien)
- Valiant och de fjäderlätta hjältarna (Valiant, Storbritannien)
- Madagaskar (Madagascar)
- Lilla kycklingen (Chicken Little)
- Ragge Räv (Roman de Renart, Luxemburg)
- Robotar (Robots)
- Sanningen om Rödluvan (Hoodwinked! The True Story of Red Riding Hood)
- Barbie och Pegasus förtrollning (Barbie and the Magic of Pegasus)
- Bionicle 3: Nät av skuggor (Bionicle 3: Web of Shadows)

### 2006
- Ice Age 2: Istiden har aldrig varit hetare (Ice Age: The Meltdown)
- Bilar (Cars)
- På andra sidan häcken (Over the Hedge)
- Vilddjuren (The Wild, Kanada)
- Bortspolad (Flushed Away, Storbritannien/USA)
- Happy Feet (Australien)
- Boog & Elliot – Vilda vänner (Open Season)
- Monster House
- Bondgården (Barnyard)
- Myrmobbaren (The Ant Bully)
- Arthur och Minimojerna (Frankrike/USA)
- Renaissance (Frankrike/Belgien/Storbritannien)
- Free Jimmy
- Khan Kluay (Thailand)
- A Scanner Darkly (USA)
- Barbie och de 12 dansande prinsessorna (Barbie in the 12 Dancing Princesses)
- Allas Hjälte (Everyone's Hero, Kanada/USA)
- Happily N'Ever After (okänd svensk titel)

### 2007
- TMNT
- Familjen Robinson (Meet the Robinsons)
- Shrek den tredje (Shrek the Third)
- Surf's Up
- Råttatouille (Ratatouille)
- Bee Movie
- Beowulf
- Åsnan och kampen mot Halvmåneriddaren (Donkey Xote, Spanien/Italien)
- Alvin och gänget (Alvin and the Chipmunks), delvis datoranimerad

### 2008
- The Pirates Who Don't Do Anything: A VeggieTales Movie
- Horton
- Kung Fu Panda
- WALL-E
- Space Chimps
- Star Wars: The Clone Wars
- Resan till Saturnus (Rejsen til Saturn, Danmark)
- Boog & Elliot 2 – Vilda vänner mot husdjuren (Open Season 2)
- Tingeling (Tinker Bell)
- Barbie i en julsaga (Barbie in A Christmas Carol)
- Madagaskar 2 (Madagascar: Escape 2 Africa)
- Bolt
- Delgo
- Godspeed: One - Secret Legacy

### 2009
- Monsters vs. Aliens
- Battle for Terra
- Upp (Up)
- Ice Age 3: Det våras för dinosaurierna (Ice Age: Dawn of the Dinosaurs)
- 9
- Det regnar köttbullar (Cloudy with a Chance of Meatballs)
- Bionicle: Legenden återuppstår (Bionicle: The Legend Reborn)
- Astro Boy
- Till vildingarnas land (Where the Wild Things Are), delvis datoranimerad
- Planet 51
- Avatar, delvis datoranimerad

### 2010
- Plumíferos (Argentina)
- Draktränaren (How to Train Your Dragon)
- Shrek – Nu och för alltid (Shrek Forever After)
- Dumma mej (Despicable Me)
- Toy Story 3
- Boog & Elliot 3 – Cirkusvänner (Open Season 3)
- Megamind
- Trassel (Tangled)

### 2011
- Rango
- Rio
- Hoodwinked 2: Hood vs. Evil (okänd svensk titel)
- Kung Fu Panda 2
- Smurfarna (The Smurfs), delvis datoranimerad
- Bilar 2 (Cars 2)
- Mästerkatten (Puss in Boots)
- Arthur och julklappsrushen (Arthur Christmas)

### 2012
- Lorax (The Lorax)
- Madagaskar 3 (Madagascar 3: Europe's Most Wanted)
- Modig (Brave)
- Foodfight!
- Ice Age 4: Jorden skakar loss (Ice Age: Continental Drift)
- Hotell Transylvanien (Hotel Transylvania)
- De fem legenderna (Rise of the Guardians)
- Röjar-Ralf (Wreck-it Ralph)

### 2013
- Croodarna (The Croods)
- Epic – Skogens hemliga rike (Epic)
- Turbo
- Dumma mej 2 (Despicable Me 2)
- Monsters University
- Flygplan (Planes)
- Det regnar köttbullar 2 (Cloudy with a Chance of Meatballs 2)
- Frost (Frozen)
- Blixten och det magiska huset (Belgien/Frankrike)

### 2014
- Den stora nötkuppen (The Nut Job)
- Lego-filmen (The Lego Movie)
- Herr Peabody & Sherman (Mr. Peabody & Sherman)
- Rio 2 – Prövar vingarna i Amazonas (Rio 2)
- Draktränaren 2 (How to Train Your Dragon 2)
- Den 7:e dvärgen (Der 7bte Zwerg, Tyskland)
- Manolos magiska resa (The Book of Life)
- Big Hero 6
- Pingvinerna från Madagaskar (Penguins of Madagascar)
- Asterix – Gudarnas hemvist (Astérix : Le Domaine des dieux, Frankrike)

### 2015
- Strange Magic
- Home
- Insidan ut (Inside Out)
- Minioner (Minions)
- Hotell Transylvanien 2 (Hotel Transylvania 2)
- Den gode dinosaurien (The Good Dinosaur)
- Boog & Elliot 4: Jaktsäsong (Open Season: Scared Silly)

### 2016
- Kung Fu Panda 3
- Bad Cat (Turkiet)
- Zootropolis (Zootopia)
- Ratchet & Clank
- The Angry Birds Movie
- Hitta Doris (Finding Dory)
- Husdjurens hemliga liv (The Secret Life of Pets)
- Ice Age 5: Scratattack (Ice Age: Collision Course)
- Sing
- Trolls
- Vaiana (Moana)
- Ballerinan och uppfinnaren (Kanada/Frankrike)

### 2017
- Sahara
- Baby-bossen (The Boss Baby)
- Smurfarna: Den försvunna byn (Smurfs: The Lost Village)
- Bilar 3 (Cars 3)
- Dumma mej 3 (Despicable Me 3)
- The Emoji Movie
- Den stora nötkuppen 2 (The Nut Job 2: Nutty by Nature)
- Monsterfamiljen (Monster Family)
- Den magiska cirkusen (Animal Crackers)
- Coco
- Stjärnan (The Star)
- Tjuren Ferdinand (Ferdinand)

### 2018
- Superhjältarna 2 (Incredibles 2)
- Hotell Transylvanien 3: En monstersemester (Hotel Transylvania 3: Summer Vacation)
- Grinchen (The Grinch)
- Röjar-Ralf kraschar internet (Ralph Breaks the Internet)
- Asterix: Den magiska drycken (Astérix : Le Secret de la potion magique, Frankrike)
- Rutiga ninjan (Ternet Ninja, Danmark)

### 2019
- Draktränaren 3 (How to Train Your Dragon: The Hidden World)
- Willy och monsterplaneten (Terra Willy, planète inconnue, Frankrike)
- Husdjurens hemliga liv 2 (The Secret Life of Pets 2)
- Toy Story 4
- Trubbel (Trouble)
- The Angry Birds Movie 2
- Förfärliga snömannen (Abominable)
- Kapten Sabeltand och den magiska diamanten (Kaptein Sabeltann og den magiske diamant, Norge)
- Pysslingarna (Die Heinzels – Rückkehr der Heinzelmännchen, Tyskland)
- Familjen Addams (The Addams Family)
- Frost 2 (Frozen II)
- Operation Nordpolen (Storbritannien/Kanada/USA)
- Spies in Disguise

### 2020
- Framåt (Onward)
- Trolls 2: Världsturnén (Trolls World Tour)
- Syskonen Willoughby (The Willoughbys)
- Scoob!
- En pudel i flocken (100% Wolf, Australien)
- Aya och häxan (Japan)
- Till månen och tillbaka (Over the Moon)
- Croodarna 2: En ny tid (The Croods: A New Age)
- Själen (Soul)

### 2021
- Önskedraken (Wish Dragon)
- Flummlarna (Extinct)
- Ainbo: Amazonas väktare (Peru/Nederländerna)
- Raya och den sista draken (Raya and the Last dragon)
- Familjen Mitchell mot maskinerna (The Mitchells vs. the Machines)
- Luca
- Vivo
- Viljas äventyr (Pil, Frankrike)
- My Little Pony: En ny generation (My Little Pony: A New Generation)
- Familjen Addams 2 (The Addams Family 2)
- Ron rör om (Ron's Gone Wrong)
- Encanto
- Tillbaka till vildmarken (Back to the Outback, Australien/USA)
- Sing 2
- Rumble

### 2022
- Hotell Transylvanien: Ombytta roller (Hotel Transylvania: Transformania)
- Ice Age: Buck Wilds äventyr (The Ice Age Adventures of Buck Wild)
- Röd (Turning Red)
- Tuffa gänget (The Bad Guys)
- Lightyear
- Minioner: Berättelsen om Gru (Minions: The Rise of Gru)
- Havsmonstret (The Sea Beast)
- Tassar av stål (Paws of Fury: The Legend of Hank)
- DC League of Super-Pets
- Tur (Luck)
- Den makalöse Maurice (The Amazing Maurice, Tyskland/Storbritannien)
- En annorlunda värld (Strange World)
- Mästerkatten 2 (Puss in Boots: The Last Wish)

### 2023
- Mumier på äventyr (Spanien)
- Mavka: Skogens väktare (Ukraina)
- Super Mario Bros. Filmen (The Super Mario Bros. Movie)
- Elementärt (Elemental)
- Ruby – Havsmonstret (Ruby Gillman, Teenage Kraken)
- Teenage Mutant Ninja Turtles: Mutant Mayhem
- Apkungen (USA/Kina)
- Paw Patrol: Storfilmen (Paw Patrol: The Mighty Movie)
- Under bryggan (Under the Boardwalk)
- Trolls 3 (Trolls Band Together)
- Leo
- Önskan (Wish)
- Änder! (Migration)

### 2024
- Orion och Mörkret (Orion and the Dark)
- Tigerns lärling (The Tiger's Apprentice)
- Kung Fu Panda 4
- 10 liv (10 Lives, Storbritannien/Kanada)
- Katten Gustaf – Filmen (The Garfield Movie)
- Insidan ut 2 (Inside Out 2)
- Dumma mej 4 (Despicable Me 4)

## Lista över datoranimerade kortfilmer
- Luxo Jr. (1986)
- Knick Knack (1989)
- Geris spel (Geri's Game, 1997)
- På tråden (For the Birds, 2000)
- Enmansorkester (One Man Band, 2005)
- Elephants Dream (2006)
- Big Buck Bunny (2008)
- Assassin's Creed: Revelations - Trailer (2011)
- Bao (2018)